# 本宮市

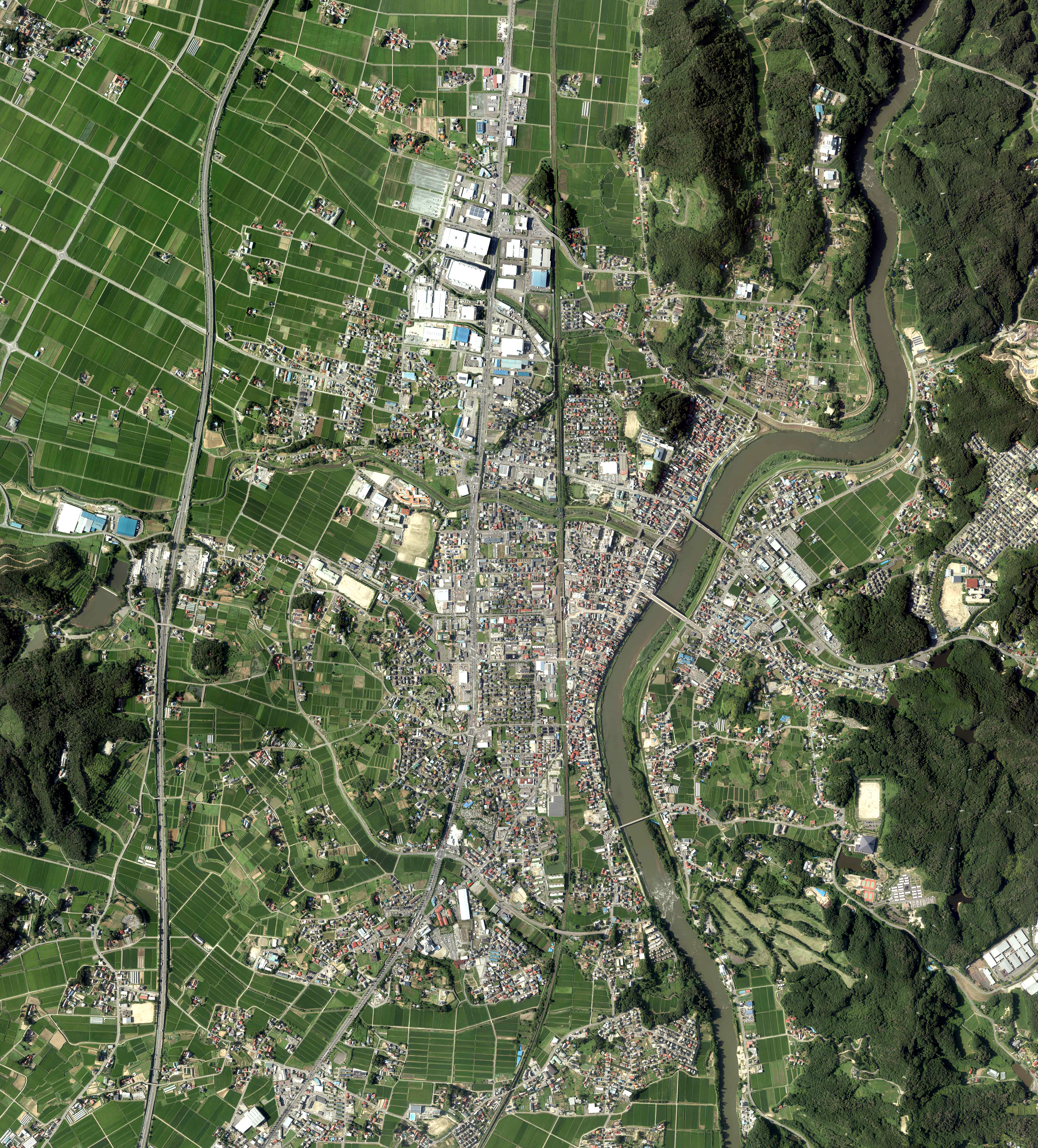
本宮市中心部周辺の空中写真。画像左（西）から東北自動車道、国道4号、東北本線が南北に縦貫している。本宮地区の中心部は東北本線と阿武隈川に挟まれた一帯である。2014年7月12日撮影の14枚を合成作成。。

本宮市（もとみやし）は、福島県中通り中部に位置する市。
福島県の中部に位置する。JR東北本線や東北自動車道などが通っており、福島県を代表する内陸工業地帯となっている。福島県内の市では人口が最も少なく、また面積も最も小さい。2005年（平成17年）4月施行の新・合併特例法により合併した市である。新設合併の全国初ケースであった。

## 地理
福島県の中間部に位置し、市の地理的中央部を縦断するように阿武隈川が流れる。安積原野の一部を形成し、市街地が国道4号、県道355号の沿線に広がっている。
市内は大きく阿武隈川を挟んで地形が二分されている。旧本宮町側は、奥羽山脈系（または安達太良山系）の里山が西部に広がっており、川に近付くにつれて安積原野の一端が広がっていき、平地となる。また大玉村や郡山市の山中を水源とする河川も豊富で、北から百日川、安達太良川、瀬戸川、五百川が流れている（うち百日川と安達太良川は同じ水源で途中で分かれる。）。旧白沢村側は、阿武隈高地系の低い里山が数多く存在し、白沢側は、ほぼ山に囲まれているといってもよい。市内は平均海抜200m前後にあり、高い所でも400mから500mほどである。
古くは会津街道、相馬街道、三春街道の交点でもあり、交通の中心地であった。鉄道の駅も早くから設置され、猪苗代町出身の医学者野口英世が故郷から離れ上京する際、馬車で本宮まで出てきて本宮駅で列車に乗り東京まで出た話は有名である。砂利道ではあったが交通輸送産業も早くから行っており、バスやタクシーの発展も早かった。
現在は国道4号からの会津街道分岐（福島県道8号本宮熱海線）、小浜道（二本松市）や石筵道（郡山市）への分岐点の戸崎ロータリー（それぞれ福島県道118号本宮岩代線、福島県道146号石筵本宮線/うち石筵道はいまだ完成していない）があり、現在でも役割を果たしている。郡山都市圏に属しており、郡山市のベッドタウンとなっている。本宮市などを放送対象地域とするFM放送局としてMot.Comもとみやがある。

### 隣接する自治体
- 二本松市、郡山市
- 安達郡：大玉村
- 田村郡：三春町

## 歴史
古くは本牧（ほんもく）と呼ばれていたことが記録に残っている。その後奈良時代には本牧（ほんもく）が本目（ほんもく・もとめ）に変わり（木目と書き「もとめ」と呼ぶ説もある）、11世紀には、現在の本宮となった。本宮の名の由来は市内北部に存在する南達地方一帯の総鎮守、安達太良神社に由来する。
会津街道の起点をはじめ、三春街道、相馬街道などが通っていたため、宿場町として有名であった。その他裏会津街道等の裏街道の発達も早くからしており、「安達駅」（あだちのうまや）が、ここ本宮にあった。現在、会津街道起点の石碑は、本宮市歴史民俗資料館に移転、保存されていて、だれでも見ることができるようになっている。伊達政宗が人取橋の戦いの際に拠点としたことでも有名である。（人取橋合戦場）
その後、江戸時代には二本松藩の支配下となった。
戊辰戦争の際には激しい戦いが繰り広げられ、現在でも市内各所に戦いの爪痕が見られる。1889年（明治22年）の町村制施行時、安達郡では本宮町と二本松町（現・二本松市）の2町が町制を施行した。
明治・大正時代には株式会社本宮電気が設立され、現在の大玉村玉井地区に発電所を建設し、このあたり一帯の電気を発電した。昭和に入るとグンゼが本宮町に工場を建設して操業を始め、太平洋戦争中には工場が爆撃されたことがある。この本宮空襲では4人が死去した。
高度経済成長期に突入すると、本宮、荒井、糠沢、白岩の各地区に工業団地が造成され、アサヒビールの工場を誘致した。この頃からの主産業は工業である。1980年代には北郡山ニュータウンなど中規模の団地造成が行われた。
2007年（平成19年）1月1日、安達郡本宮町と白沢村の1町1村が合併して本宮市が発足した。

### 行政区域の変遷
- 1871年（明治4年） - 合併により以下の市町村が成立。
  - 安達郡本宮村、青田村、荒井村、仁井田村、苗代田村、羽瀬石村、下樋(さげひ)村、関下村、高木村、和田村、糠沢村、白岩村、長屋村、稲沢村、松沢村
- 1889年（明治22年）4月1日 - 市町村制により、以下の市町村が成立する。
  - 安達郡本宮町（町制）、青田村、荒井村、仁井田村、岩根村（苗代田村、羽瀬石村、下樋村の3村合併後、関下村編入）和木沢村（和田村、高木村、糠沢村の3村合併）、白岩村（白岩村、長屋村、稲沢村、松沢村の4村合併）
- 1954年（昭和29年）4月1日 - 合併により以下の市町村が誕生
  - 安達郡本宮町（本宮町、青田村、荒井村、仁井田村の4町村合併）
- 1955年（昭和30年）4月30日 - 合併
  - 安達郡本宮町（本宮町、和木沢村高木地区の編入合併）、白沢村（白岩村、和木沢村和田地区と糠沢地区の合併）
- 1956年（昭和31年）3月31日
  - 安達郡本宮町（本宮町、岩根村の編入合併）
- 2007年（平成19年）1月1日
  - 福島県本宮市（本宮町、白沢村の2町村合併）

### 行政区域変遷
- 変遷の年表

| 本宮市市域の変遷（年表） | 本宮市市域の変遷（年表） | 本宮市市域の変遷（年表） |
| 年                       | 月日                     | 現本宮市市域に関連する行政区域変遷 |
| ------------------------ | ------------------------ | --- |
| 1889年（明治22年）       | 4月1日                   | 町村制施行により、以下の村が発足。 - 本宮町 ← 本宮村単独で町制施行 - 荒井村 ← 荒井村単独で村制施行 - 青田村 ← 青田村単独で村制施行 - 仁井田村 ← 仁井田村単独で村制施行 - 岩根村 ← 岩根村・関下村 - 和木沢村 ← 和田村・糠沢村・高木村 - 白岩村 ← 白岩村・長屋村・稲沢村・松沢村 |
| 1954年（昭和29年）       | 3月31日                  | 本宮町・荒井村・青田村・仁井田村が合併し本宮町が発足。 |
| 1955年（昭和30年）       | 4月30日                  | - 和木沢村の一部（高木と糠沢の一部）は本宮町に編入。 - 白岩村と和木沢村の一部（和田と糠沢の一部）が合併し白沢村が発足。 |
| 1956年（昭和31年）       | 4月30日                  | 岩根村は本宮町に編入。 |
| 2007年（平成19年）       | 1月1日                   | 本宮町・白沢村が合併し本宮市が発足。 |

- 変遷表

| 本宮町町域の変遷表 | 本宮町町域の変遷表     | 本宮町町域の変遷表  | 本宮町町域の変遷表 | 本宮町町域の変遷表           | 本宮町町域の変遷表    | 本宮町町域の変遷表 |
| 1868年 以前        | 1868年 以前            | 明治元年 - 明治22年 | 明治22年 4月1日    | 明治22年 - 昭和64年          | 平成元年 - 現在       | 現在               |
| ------------------ | ---------------------- | ------------------- | ------------------ | ---------------------------- | --------------------- | ------------------ |
|                    | 本宮村                 | 本宮村              | 本宮町             | 昭和29年3月31日 本宮町       | 平成19年1月1日 本宮市 | 本宮市             |
|                    | 荒井村                 | 明治9年 荒井村      | 荒井村             | 昭和29年3月31日 本宮町       | 平成19年1月1日 本宮市 | 本宮市             |
|                    | 仁井田村               | 明治9年 荒井村      | 荒井村             | 昭和29年3月31日 本宮町       | 平成19年1月1日 本宮市 | 本宮市             |
|                    | 仁井田村               | 仁井田村            |                    | 昭和29年3月31日 本宮町       | 平成19年1月1日 本宮市 | 本宮市             |
|                    | 青田村                 | 青田村              | 青田村             | 昭和29年3月31日 本宮町       | 平成19年1月1日 本宮市 | 本宮市             |
|                    | 羽瀬石村               | 明治9年 岩根村      | 岩根村             | 昭和31年4月30日 本宮町に編入 | 平成19年1月1日 本宮市 | 本宮市             |
|                    | 苗代田村               | 明治9年 岩根村      | 岩根村             | 昭和31年4月30日 本宮町に編入 | 平成19年1月1日 本宮市 | 本宮市             |
|                    | 関下村                 |                     | 岩根村             | 昭和31年4月30日 本宮町に編入 | 平成19年1月1日 本宮市 | 本宮市             |
|                    | 高木村                 | 高木村              | 和木沢村           | 昭和30年4月30日 本宮町に編入 | 平成19年1月1日 本宮市 | 本宮市             |
|                    | 糠沢村                 |                     | 和木沢村           | 昭和30年4月30日 本宮町に編入 | 平成19年1月1日 本宮市 | 本宮市             |
|                    | 昭和30年4月30日 白沢村 |                     | 和木沢村           |                              | 平成19年1月1日 本宮市 | 本宮市             |
|                    | 和田村                 |                     | 和木沢村           |                              | 平成19年1月1日 本宮市 | 本宮市             |
|                    | 白岩村                 | 白岩村              | 白岩村             |                              | 平成19年1月1日 本宮市 | 本宮市             |
|                    | 長屋村                 |                     | 白岩村             |                              | 平成19年1月1日 本宮市 | 本宮市             |
|                    | 稲沢村                 |                     | 白岩村             |                              | 平成19年1月1日 本宮市 | 本宮市             |
|                    | 松沢村                 |                     | 白岩村             |                              | 平成19年1月1日 本宮市 | 本宮市             |

### 地区
- 住所に「大字」とはつけない。

- 本宮（もとみや）・初代本宮町域
- 青田（あおた）・旧本宮町青田
- 荒井（あらい）・旧本宮町荒井
- 仁井田（にいた）・旧本宮町仁井田
- 岩根（いわね）・旧本宮町岩根
- 関下（せきした）・旧本宮町関下
- 高木（たかぎ）・旧本宮町高木--高木伝説
- 白岩（しらいわ）・旧白沢村白岩
- 糠沢（ぬかざわ）・旧白沢村糠沢--糠塚古墳
- 和田（わだ）・旧白沢村和田
- 稲沢（いなざわ）・旧白沢村稲沢
- 長屋（ながや）・旧白沢村長屋
- 松沢（まつざわ）・旧白沢村松沢

本宮地区
昭和以前の旧本宮町地域。市内の行政施設のほとんどがこの地域に存在する。北部の田園地帯の開拓で工業団地や団地に変貌。
青田地区
典型的な農村地帯。最東部を国道が走る。国道沿いは発展しているが、西部は今も農業が盛ん。
荒井地区
商工業が発展している。大型ショッピングタウンや工業団地が数多く存在する。
仁井田地区
面積が狭いため昭和時代によく見られた街道沿いに並んでいる住居が見られる。
岩根地区
北部は山村、南部は農村。名前の由来は独特な岩がたくさんあったことから。現在でもその一部が見られる。団地みずきが丘の発展により急速に人口が増加。
関下地区
川沿いの農村地帯。耕地整備がなされた田園地帯が多くみられる。
高木地区
市内の中央。道沿いに住居がある昔ながらの構成。丘の上に北郡山ニュータウンが造成され、急速に人口が増加。
白岩地区
旧白沢村の核。山間に農地が発達している。
糠沢地区、和田地区は和木沢村を参照
稲沢地区
農村地帯。全国の農村づくりでよいモデルとされ受賞。
長屋地区
同じく農村地帯。ほぼ白岩地区と同じ地形である。
松沢地区

### 人口
| 本宮市（に相当する地域）の人口の推移 \| 1970年（昭和45年） \| 26,512人 \| \| \| 1975年（昭和50年） \| 26,877人 \| \| \| 1980年（昭和55年） \| 27,732人 \| \| \| 1985年（昭和60年） \| 28,531人 \| \| \| 1990年（平成2年） \| 29,144人 \| \| \| 1995年（平成7年） \| 30,682人 \| \| \| 2000年（平成12年） \| 31,541人 \| \| \| 2005年（平成17年） \| 31,367人 \| \| \| 2010年（平成22年） \| 31,489人 \| \| \| 2015年（平成27年） \| 30,924人 \| \| \| 2020年（令和2年） \| 30,236人 \| \| |          |  |
| 総務省統計局 国勢調査より |          |  |
| 1970年（昭和45年） | 26,512人 |  |
| 1975年（昭和50年） | 26,877人 |  |
| 1980年（昭和55年） | 27,732人 |  |
| 1985年（昭和60年） | 28,531人 |  |
| 1990年（平成2年） | 29,144人 |  |
| 1995年（平成7年） | 30,682人 |  |
| 2000年（平成12年） | 31,541人 |  |
| 2005年（平成17年） | 31,367人 |  |
| 2010年（平成22年） | 31,489人 |  |
| 2015年（平成27年） | 30,924人 |  |
| 2020年（令和2年） | 30,236人 |  |

## 行政
- 市長：高松義行（たかまつ ぎぎょう、2011年2月4日就任、4期目）

### 歴代市長
- 初代：佐藤嘉重（さとう かじゅう、2007年2月4日 - 2011年2月3日、1期）

1994年（平成6年）旧本宮町長選挙時に当選。5期つとめた。（佐藤栄佐久前福島県知事とは従兄弟）

### 日本国内
- 上尾市（埼玉県）
  - 2013年（平成25年）7月31日　友好都市協定締結[4]

### 海外
- ケンジントン・アンド・チェルシー王室特別区（イギリス）
  - 2024年（令和6年）4月4日　友好協定締結[5]

## 経済

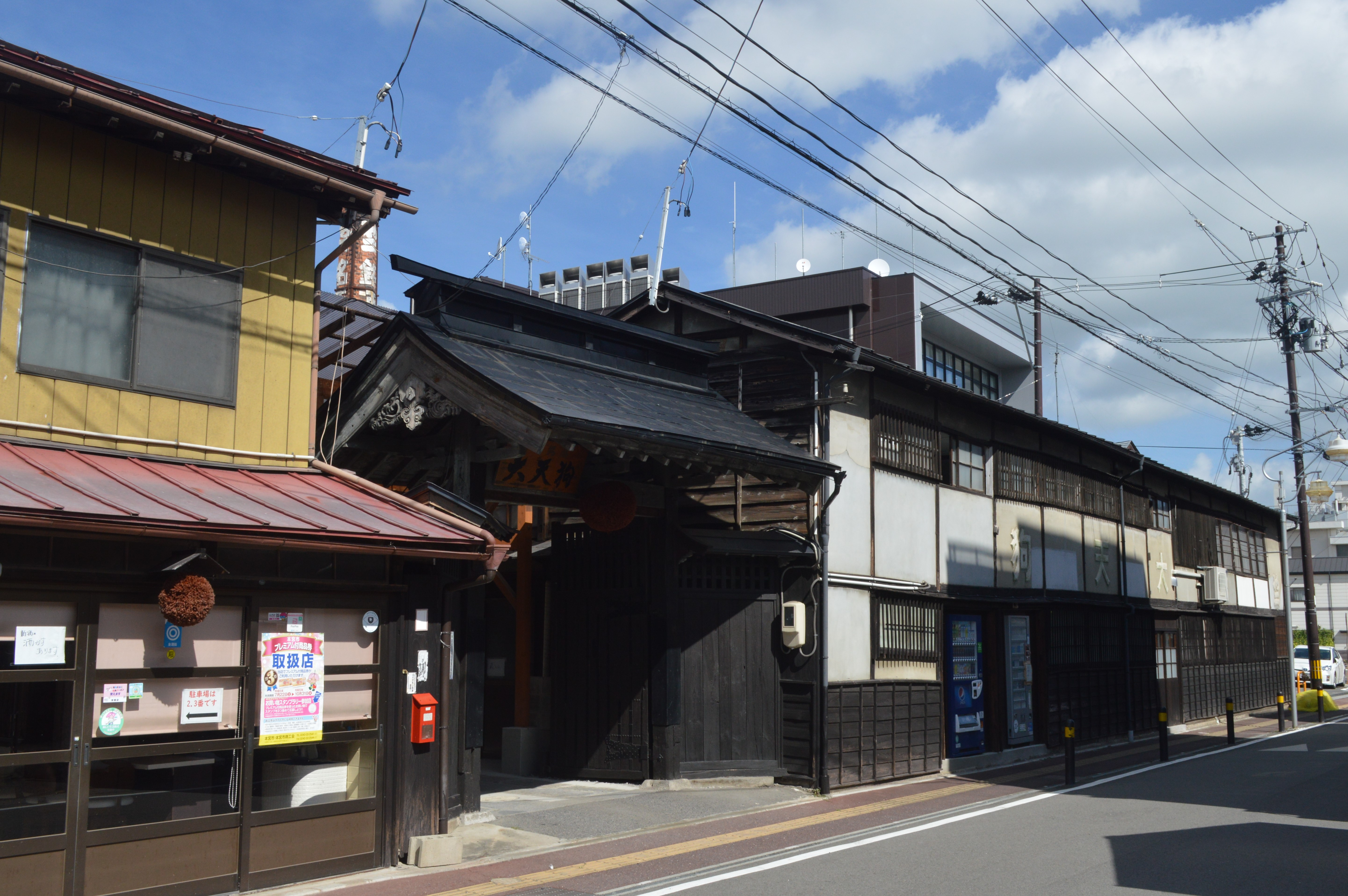
大天狗酒造

### 農業
2006年（平成18年）の農業粗生産額は28.2億円だった。旧和木沢村が純農村であったことから、現在でも農業が盛んであり、特に旧本宮町では稲作や養鶏、畑作、旧白沢村では養蚕などが盛んである。このうち養蚕産業の農具は、国の有形記念物に指定された。

#### 特産品
- 本宮烏骨鶏
- とろろ芋 - 旧白沢村の特産品であったため、現在は本宮市白沢産と表記される。なお、本宮市白沢という地名は存在しない。

### 製造業
工業製造品出荷額:2606億7849万円（平成22年）
高速道路（東北道と磐越道）が交差、工業団地が広がる。
アサヒビール福島工場が有名。浄水場から専用管が設けられている。
工場が多いことから、財政は比較的豊かである。

#### 主な製造工場
- IHI福島工場
- アサヒビール福島工場
- 福島プラスチックス
- 東北村田製作所本宮事業所
- AGCエレクトロニクス本宮事業所

#### その他製造業
- 大天狗酒造

## 施設

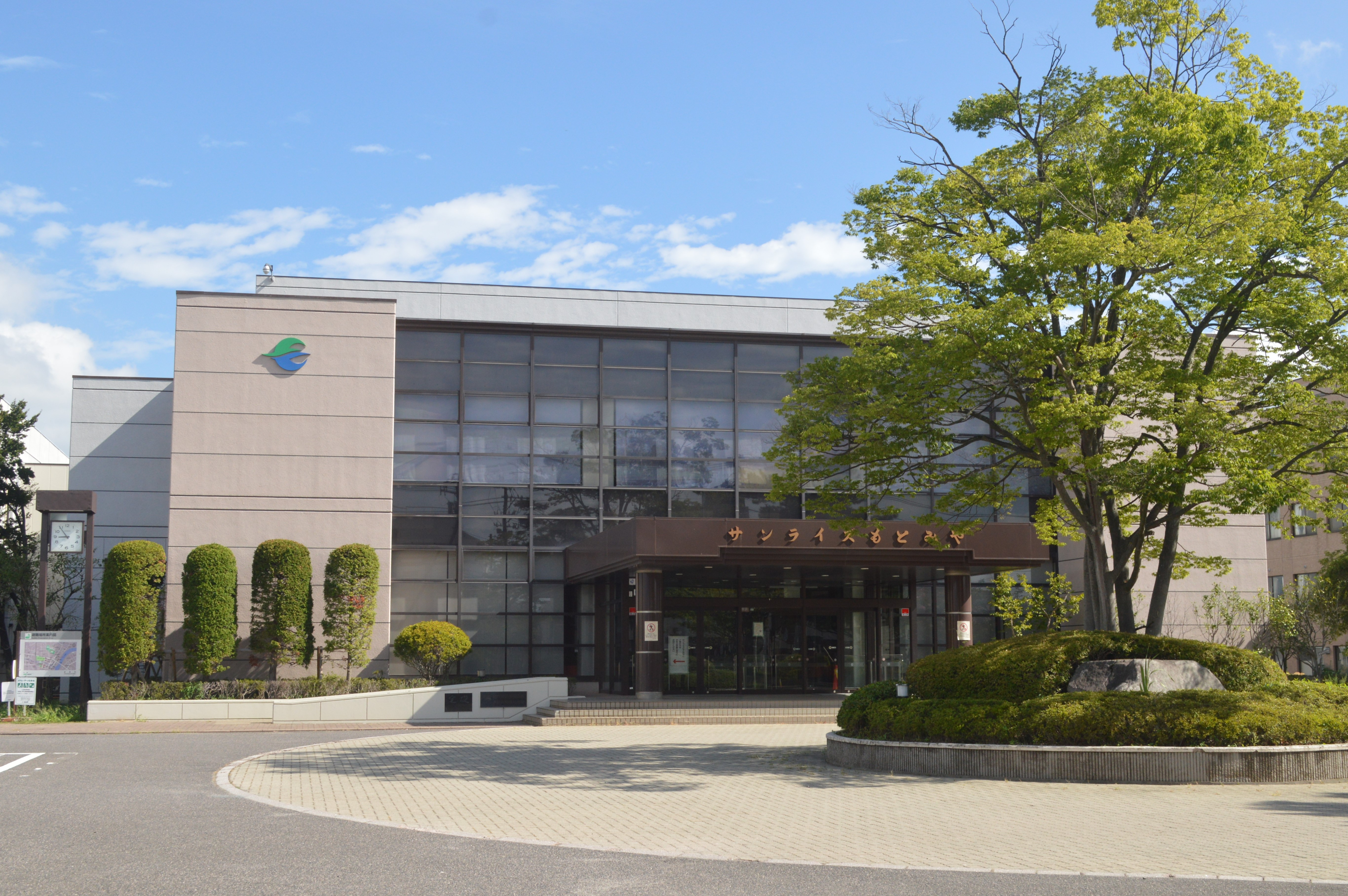
サンライズもとみや

- 本宮市役所（旧本宮町役場）
  - 岩根出張所
- 白沢総合支所
- 郡山北警察署本宮分庁舎（旧・本宮警察署）
- 岩根駐在所
- 白岩駐在所
- 白沢駐在所
- 本宮郵便局（集配局）
- 白沢郵便局（集配局）
- 本宮北郵便局
- 岩根郵便局
- 荒井簡易郵便局
- 和木沢簡易郵便局
- 安達地方広域行政組合南消防署
- サンライズもとみや
- 本宮市歴史文化収蔵館[6]
- 本宮市立図書館
  - しらさわ夢図書館[7]
- 本宮市総合体育館
- 本宮市民プール
- 白沢シルバースポーツセンター

## 教育

### 高等学校
- 福島県立本宮高等学校

### 中学校
- 本宮市立本宮第一中学校（本宮小学校、本宮まゆみ小学校学区）
- 本宮市立本宮第二中学校（五百川小学校、岩根小学校学区）
- 本宮市立白沢中学校（白岩小学校、糠沢小学校、和田小学校学区）

### 小学校
- 本宮市立本宮小学校（学区は市町村制施行時の本宮町域北部と旧和木沢村高木地区）
- 本宮市立五百川小学校（学区は昭和の大合併時の旧青田村、荒井村、仁井田村域）
- 本宮市立岩根小学校（学区は昭和の大合併時の旧岩根村域）
- 本宮市立本宮まゆみ小学校（学区は市町村制施行時の本宮町域南部）
- 本宮市立糠沢小学校（学区は旧白沢村糠沢地区）
- 本宮市立和田小学校（学区は旧白沢村和田地区）
- 本宮市立白岩小学校（学区は旧白沢村白岩地区）

### 保育園・幼稚園
市立
- 本宮市立みずいろ保育所（旧本宮第１保育所）
- 本宮市立たかぎ保育所（旧本宮第２保育所）
- 本宮市立まゆみ保育所（旧本宮第３保育所）
- 本宮市立白沢保育所
- 本宮市立五百川幼保総合施設（保育所部・幼稚園部）
- 本宮市立岩根幼稚園
- 本宮市立白岩幼稚園
- 本宮市立糠沢幼稚園
- 本宮市立和田幼稚園

私立
- 学校法人本宮幼稚園
- 光明保育園
- どんぐり保育園
- もとみや幼児の家保育園

分校、分園等は存在しない。

### 廃校・廃園となった学校
- 本宮町立高木小学校
- 本宮町立荒井小学校
- 本宮町立仁井田小学校
- 本宮町立青田小学校
- 白岩小学校長屋分校
- 白沢村立和木沢中学校
- 白沢村立白岩中学校

## 交通

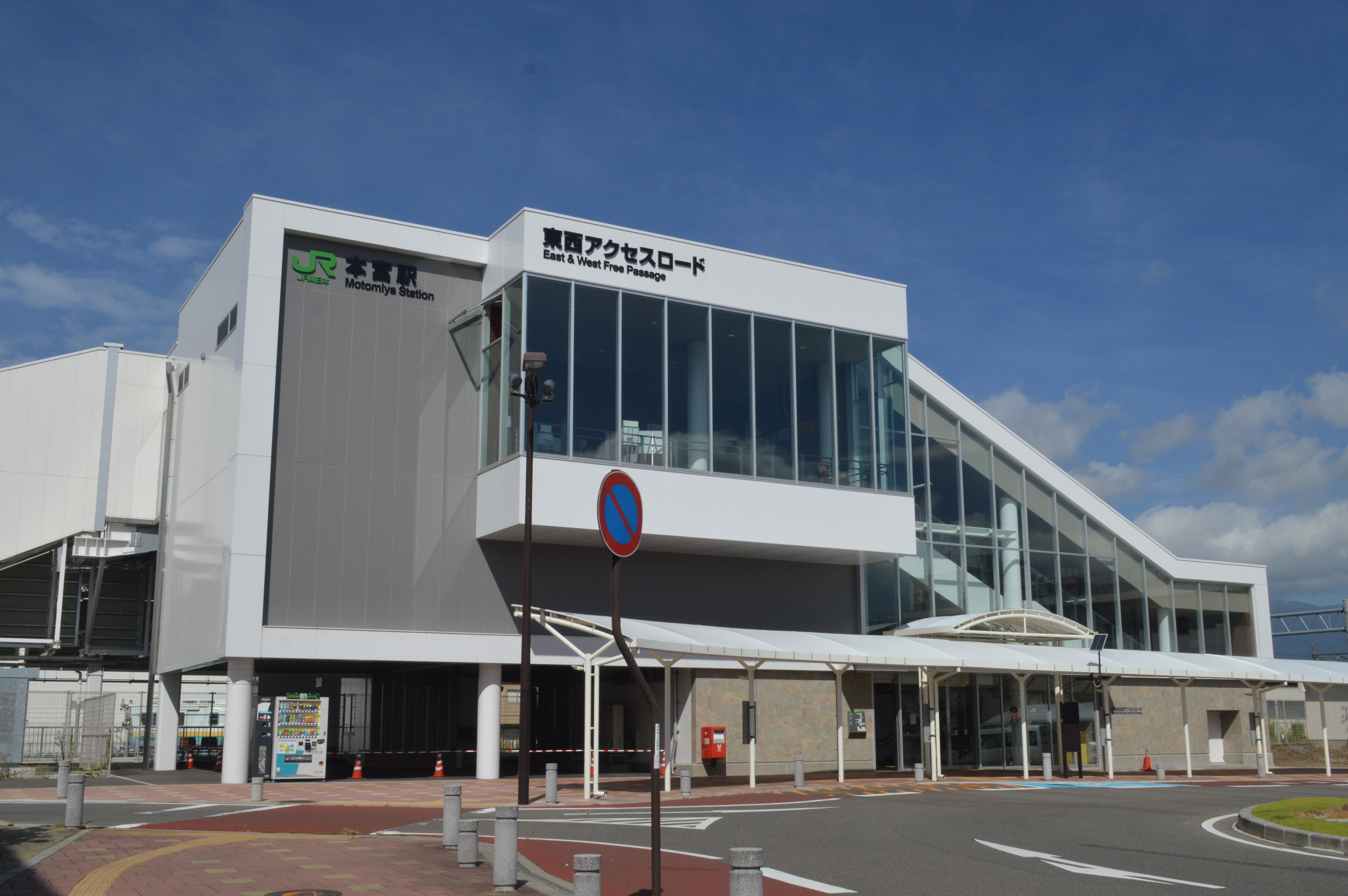
本宮駅

### 鉄道
- 東日本旅客鉄道
  - 東北本線
    - 五百川駅 - 本宮駅（中心となる駅）

  - 東北新幹線：通過しているが、駅はない。

#### 廃線となった路線
- 本宮林用軌道

### バス
2009年（平成21年）4月1日よりバス路線の再編が行われ 、福島交通路線バス（小浜経由二本松線、旧道経由郡山線）および本宮市巡回バスは廃止となった。
- 市街地巡回バス
- 通勤・通学バス
- 市営バス
- 広域生活バス

2021年（令和3年）10月1日より、福島交通路線バス「本宮市 - 郡山市」線が運行開始された。

### 道路

#### 高速道路
- 東北自動車道
  - (19) 本宮IC - （安達太良SA）

#### 一般国道
- 国道4号

#### 主要地方道
- 福島県道8号本宮熱海線
- 福島県道28号本宮三春線
- 福島県道30号本宮土湯温泉線
- 福島県道40号飯野三春石川線
- 福島県道73号二本松金屋線

#### その他の一般県道
- 福島県道116号二本松三春線
- 福島県道118号本宮岩代線
- 福島県道119号本宮常葉線
- 福島県道146号石筵本宮線
- 福島県道189号本宮停車場線
- 福島県道296号荒井郡山線
- 福島県道304号大橋五百川停車場線
- 福島県道355号須賀川二本松線
- 福島県道357号岩根日和田線

#### 道路通称名
- 南の本陣通り
- まゆみ通り
- 安達橋中央通り

## 名所・旧跡・観光スポット
- みずいろ公園
- 高木総合運動公園
- 花と歴史の郷 蛇の鼻（蛇の鼻遊楽園）
- 本宮市立歴史民俗資料館
- 岩井の清水
- 安達太良神社

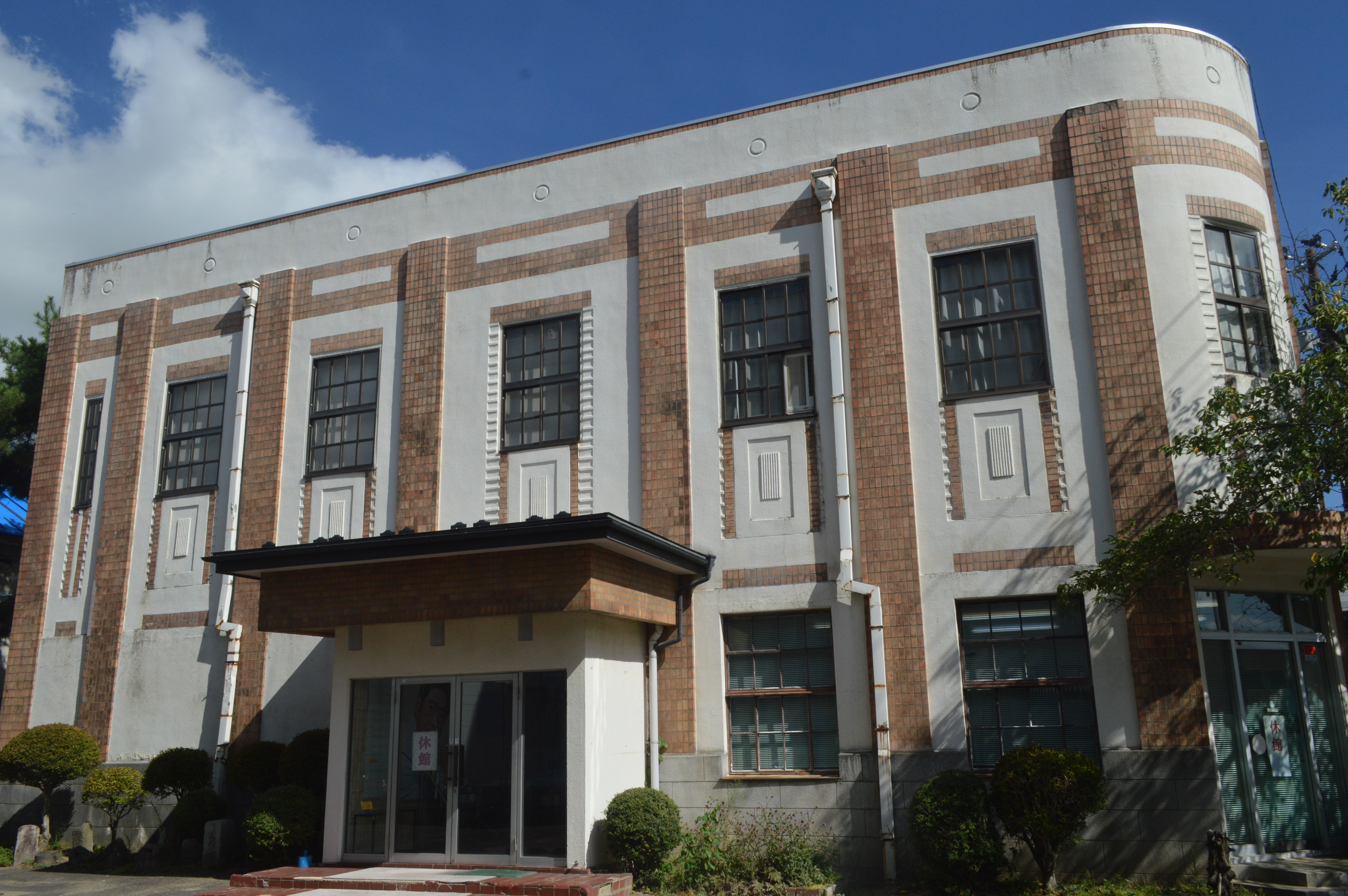
本宮市立歴史民俗資料館

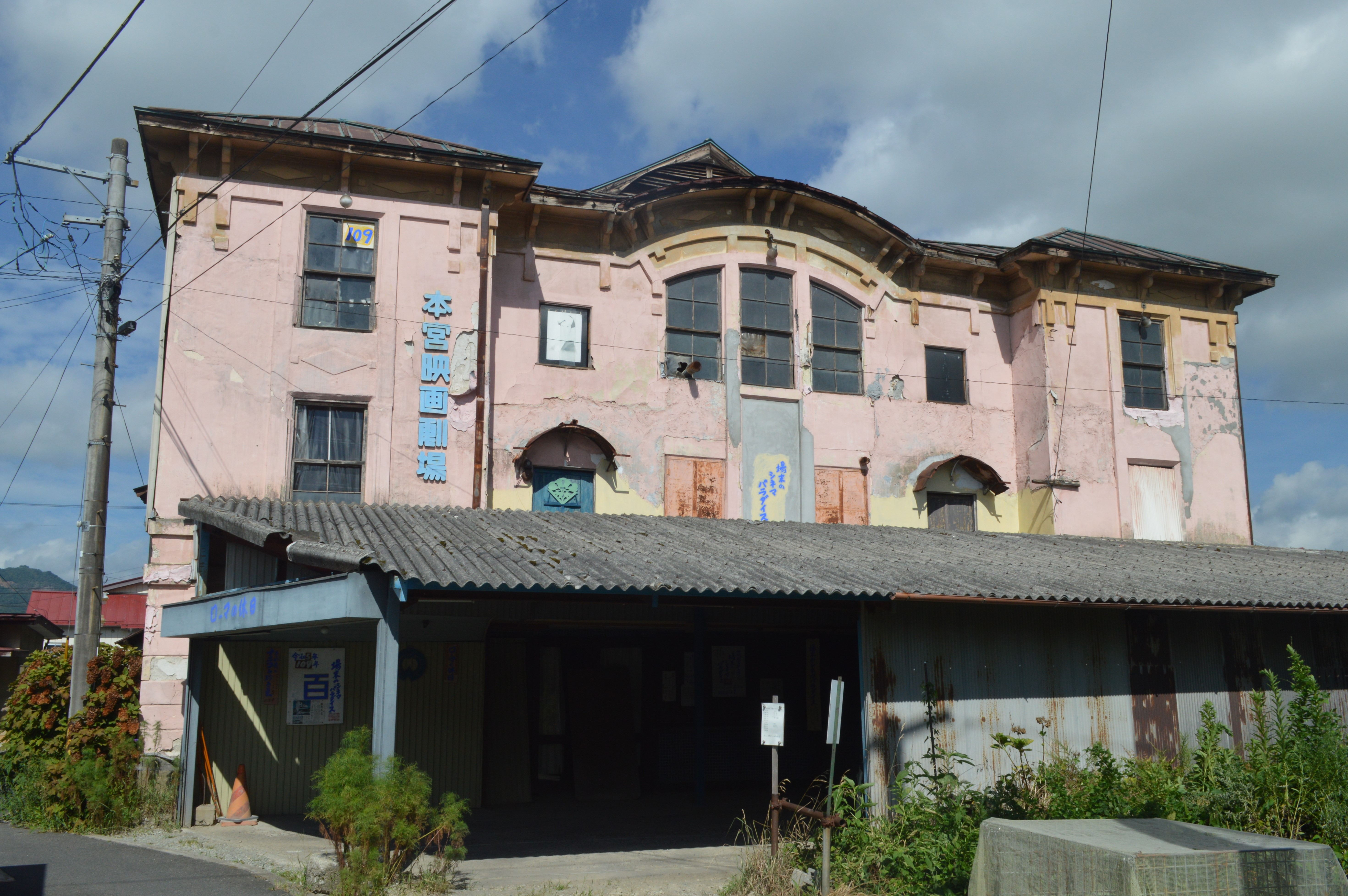
本宮映画劇場

- 本宮映画劇場 - 映画『ハーメルン』ロケ地
- まゆみちゃん（本宮市のマスコットキャラクター） - 埼玉県のゆる玉応援団に特例で団員入りしている。また、下記の「アッピー」と結婚する設定が追加される。自治体のキャラクター同士の結婚は全国初[10]。
  - あゆみ - 本宮市と上尾市の共通キャラクター。「まゆみちゃん」と下記のアッピーとの間に生まれた子どもという設定。
  - アッピー - 上尾市のマスコットキャラクターだが、本宮市のホームページや公式発行物等に「まゆみちゃん」や「あゆみ」と共に頻繁に登場する。

## 出身の有名人
- 佐藤嘉重 - 政治家、本宮市長
- 三瓶 - お笑い芸人
- 伊藤幟 - 画家、衆議院議員。伊藤久男の実兄
- 伊藤久男 - 歌手
- 本田安次‐民俗学者、芸能研究者
- 児玉誉士夫 - 右翼運動家
- 糠沢和夫 - 駐ハンガリー特命全権大使。初代本宮市名誉市民
- 橋本康子 - 女子マラソン選手
- 根本朋久 - プロ野球選手
- 押山清高 - アニメーション監督、アニメーター
- 佐藤栄佐久 - 福島県知事

## 舞台となった作品

### 映画
- 『こころの山脈』
- 『警察日記』
- 『秋桜（コスモス）』

### アニメ
- フリップフラッパーズ（第7話）

### 楽曲
- みずいろの町 - 音速ラインの楽曲。